# Rita (Alton Towers)
Rita sont des montagnes russes lancées du parc Alton Towers, localisées à Alton, dans le Staffordshire, au Royaume-Uni.

## Le circuit
Nouveauté de la saison 2005, Rita (Rita - Queen of Speed jusqu'en 2009) reçoit le thème des rallyes et des courses automobile, tout comme Stealth (Thorpe Park). À partir de 2010 et le changement de thème de la zone Ug Land en Dark Forest, les décors de l'attraction ont été modifiés pour reprendre le thème de la forêt surnaturelle.
Le circuit commence par une accélération lui permettant d'atteindre 98,3 km/h en 2,5 secondes au moyen d'une catapulte hydraulique, suivit immédiatement après d'un virage à 180°. Le parcours se compose essentiellement de spirales et de changements de direction brusques et s'achève dans les freins de fin de parcours parallèles à la gare.

## Statistiques
- Type : Montagnes russes lancées (Rocket Coaster).
- Hauteur : 21 mètres.
- Longueur : 640 mètres.
- Descente : 16 mètres.
- Inversions : 0.
- Durée : 25 secondes.
- Vitesse maximale : 98,3 km/h
- Accélération maximale : de 0 à 98,3 km/h en 2,5 secondes.
- Ouverte depuis le 1er avril 2005.
- Capacité : 800 personnes par heure.
- Force g : 4,7 g.
- Coût : 8 000 000 livres sterling.
- Constructeur : Intamin.
- Designer : Werner Stengel.
- Taille minimale : 1,37 mètre.
- Trains : 5 wagons par train. Les passagers sont placées par deux sur deux rangées pour un total de 20 passagers par train.